# Eva Chiavon
Eva Maria Cella Dal Chiavon (Chapecó, 16 de dezembro de 1960) é uma enfermeira obstetra e política brasileira filiada ao Partido dos Trabalhadores (PT).

## Biografia
Eva Maria Cella Dal Chiavon nasceu no município de Chapecó, no oeste catarinense, em 1960. Em 1982 graduou-se bacharel em Enfermagem na Universidade de Concórdia e Obstetrícia na Fundação Educacional do Alto Uruguai Catarinense (FEAUC). Possui especialização em Saúde Pública e em Planejamento Estratégico Público Participativo.
Foi coordenadora da Pastoral da Saúde da Diocese de Chapecó, de 1985 a 1989; Foi chefe de gabinete na Câmara dos Deputados da deputada federal Luci Teresinha Choinacki, de 1990 a 1994, e dos deputados Jaques Wagner e Milton Mendes de Oliveira, de 1995 a 1998; Foi assessora parlamentar na área da Previdência Social do Núcleo Agrário da bancada do PT na Câmara Federal, de 1990 a 1998, e foi dirigente do PT do estado de Santa Catarina.
Foi assessora para Assuntos Previdenciários do Departamento Rural da CUT, de 1985 a 1988, do Movimento de Mulheres Agricultoras de Santa Catarina, de 1984 a 2002, da Articulação Nacional das Mulheres Trabalhadoras Rurais do Brasil na área da Previdência Social, de 1992 a 2001, do setor nacional da saúde do Movimento dos Trabalhadores Rurais Sem Terra, de 1986 a 2001. Na Prefeitura Municipal de Chapecó foi Secretária de Desenvolvimento Comunitário e Habitação durante o ano de 2000, chegando a ocupar o cargo de chefe de Gabinete do vice-prefeito e do prefeito de Chapecó, Pedro Uczai, de 2001 a 2002.
Foi também secretária-executiva do Ministério do Trabalho e Emprego em 2003 e do Conselho de Desenvolvimento Econômico e Social da Presidência da República em 2006. Foi chefe da Casa Civil da Bahia entre 2007 e 2010, no primeiro governo de Jaques Wagner, secretária-geral do Ministério do Planejamento secretária-executiva da Casa Civil e secretária-geral do Ministério da Defesa.
Em 22 de março de 2016, foi anunciada como sucessora de Jaques Wagner como ministra da Casa Civil, assumindo interinamente o posto no lugar do ex-presidente Luiz Inácio Lula da Silva.
Eva também participou do conselho de administração do Banco Nacional de Desenvolvimento Econômico e Social (BNDES) e foi substituída por Nelson Barbosa. Atualmente, Eva é assessora parlamentar do Senado Federal, tendo sido nomeada em 17 de outubro de 2016.